# Przemysław Cecherz
Przemysław Waldemar Cecherz (ur. 12 kwietnia 1973 w Łodzi) – polski piłkarz i trener piłkarski, od 2025 szkoleniowiec Wieczystej Kraków.

## Kariera klubowa
Jako piłkarz grał na pozycji bramkarza w KKS Koluszki, Bałtyku Gdynia oraz chicagowskich klubach polonijnych: Wiśle, Orłach oraz Cracovii. 

## Kariera trenerska
Karierę trenerską rozpoczął w 1996 roku w czwartoligowym KKS Koluszki. W latach 1998–2002 był trenerem Startu Brzeziny, a w latach 2003–2004 – ponownie KKS Koluszki. W latach 2005–2006 pełnił funkcję trenera bramkarzy, asystenta oraz na krótko pierwszego trenera Górnika Zabrze. W roku 2007 był asystentem, a następnie pierwszym trenerem Wisły Płock. 
Następnie był trenerem Hetmana Zamość, z którym awansował do II ligi. We wrześniu 2008 roku zastąpił Włodzimierza Tylaka na stanowisku trenera Tura Turek, został zwolniony na wiosnę. Od początku sezonu 2009/2010 do 21 września 2009 pełnił funkcję trenera Stali Stalowa Wola. Od 16 października 2009 był trenerem Znicza Pruszków. Kolejnym jego klubem w karierze trenerskiej był Świt Nowy Dwór Mazowiecki (od czerwca 2010). W latach 2011–2014 był trenerem Kolejarza Stróże, a od 26 czerwca 2014 GKS Tychy. 
Od 2 grudnia 2016 do 8 sierpnia 2017 trener III-ligowego Widzewa Łódź. 19 grudnia 2016 został trenerem występującego na tym samym szczeblu ligowym, ale w innej grupie, KSZO Ostrowiec Świętokrzyski. Tenże klub prowadził do 30 czerwca 2018 roku, kiedy to objął grającą w I lidze Chojniczankę Chojnice, którą prowadził do października 2018 roku. Był także trenerem Wieczystej Kraków, z którą w sezonie 2020/2021 zdobył komplet punktów w klasie okręgowej, osiągając przy tym bilans bramek 216:8. Z Wieczystą zdobył Puchar Polski na szczeblu krakowskim, pokonując w finale rezerwy Cracovii 4:0, oraz na szczeblu małopolskiego ZPN, zwyciężając w finale Poprad Muszyna 3:0. W 2021 ponownie prowadził KSZO, w 2022 objął Cartusię Kartuzy, a w marcu 2023 Wartę Sieradz. W czerwcu 2023, po tym, jak utrzymał Wartę w III lidze, został trenerem trzecioligowej Vinety Wolin. 1 maja 2025 ponownie został trenerem Wieczystej Kraków, z którą 15 czerwca 2025 awansował do I ligi.
Posiada licencję trenerską UEFA Pro.

## Życie prywatne
Brat piłkarza Jarosława Cecherza.